# Blues Annika
Annika Helén Dahlqvist, känd under artistnamnet Blues Annika,  född 12 februari 1955 i Lundby församling, Göteborg, är en svensk bluessångerska.
Dahlqvist inledde vid 17 års ålder ett hårt liv inom Göteborgs missbrukarkretsar,  men började även att sjunga och ingick i Albins Bluesband 1974–1977. År 1978 medverkade hon på musikalbumet Från flykt till kamp, utgivet i samarbete mellan RFHL och skivbolaget Nacksving, med låten I förvaring, skriven av Björn Afzelius.  Våren 1980 utgav hon, uppbackad av bandet Freelancers som bestod av några av Göteborgs främsta proggmusiker, ett på sin tid mycket uppmärksammat album och genomförde även en turné tillsammans med Yalsa Band. I en av sina texter sjöng hon "Det är så svårt att lägga av, det är så svårt, men det finns bevis för att det går, om man tar i". Hon sades vid denna tidpunkt vara drogfri, men några fler skivinspelningar blev aldrig av. 
År 2025 gjorde Jacob Frössén ett radioprogram om henne i serien P1 Dokumentär.

## Diskografi
- Blues Annika (1980)

### Övriga källor
- Sveriges Radio (17 juli 2025). ”Blues-Annika – sångerskan som försvann - P1 Dokumentär”. www.sverigesradio.se. https://www.sverigesradio.se/avsnitt/blues-annika-sangerskan-som-forsvann. Läst 20 juli 2025.
- Willy Klaeson: Blues Annika kommer tillbaka - Min smärta finns i sången, Göteborgsposten 1980-03-13, sid. 30.
- Leif Sörman: Nu skall det slå för Blues-Annika, Aftonbladet 1980-03-27, sid. 36.
- Ingrid Strömdahl: BluesAnnika: Sjunger om sin egen svarta verklighet, Svenska Dagbladet 1980-04-17, sid. 9.
- Gunnel Edvardsson: Blues-Annika: "Blues sjunger man bäst när man mår som sämst", Göteborgs-Tidningen Lördags 1980-08-30, sid. 13.
- Gunnel Edvardsson: Sången ändrade Blues-Annikas liv, Göteborgs-Tidningen 1981-05-15, sid. 34.